# Татищевська сільська рада
Тати́щевська сільська рада (рос. Татищевский сельский совет) — сільське поселення у складі Переволоцького району Оренбурзької області Росії.
Адміністративний центр та єдиний населений пункт — село Татищево.

## Населення
Населення — 558 осіб (2019; 605 в 2010, 608 у 2002).